# Bugatti Tipo 50
La Bugatti Tipo 50 era un'autovettura di lusso prodotta tra il 1930 e il 1934 dalla Casa francese Bugatti.

## Profilo

### Le origini
Le origini della Tipo 50 sono da accostare a quelle della Tipo 51 da competizione e sono da ricondurre al momento in cui l'attenzione di Ettore Bugatti venne catturata da due vetture Miller portate a Monza dal pilota americano Leon Duray per essere presentate. Il patron della casa di Molsheim fu talmente impressionato dalle prestazioni di queste vetture da avvicinare Duray e proporgli uno scambio alla pari: le due sportive Miller in cambio di tre esemplari di Tipo 43. Duray accettò ed Ettore Bugatti riuscì così a portare nel suo stabilimento alsaziano le due vetture, affinché potessero essere smontate e analizzate. Si scoprì così che esse erano effettivamente dotate di contenuti tecnologici di assoluto rilievo per l'epoca: trazione anteriore, sovralimentazione mediante compressore volumetrico e distribuzione di tipo bialbero in testa. Scartata la trazione anteriore, che all'epoca poneva ancora diversi problemi di realizzazione, e la sovralimentazione mediante compressore volumetrico, che già era stata sperimentata con successo dalla Bugatti, ci si focalizzò sulla distribuzione bialbero in testa. Sebbene nei progetti più urgenti di Ettore Bugatti vi fosse l'applicazione della distribuzione bialbero alle sue vetture da competizione, contemporaneamente fu avviato anche un progetto che in tempi brevi potesse trasferire tale tecnologia anche nell'ambito della produzione di vetture stradali. Il risultato fu la Tipo 50, presentata nel 1931 assieme alla Tipo 51 da competizione.

### Caratteristiche
La Tipo 50 nacque ufficialmente per sostituire la Tipo 46S, della quale riprese il telaio e svariate soluzioni stilistiche nel caso degli esemplari carrozzati direttamente dalla casa di Molsheim. Era una coupé molto lussuosa ed elegante (ma ne furono realizzati anche alcuni esemplari con carrozzerie differenti), dalla linea filante, secondo i criteri stilistici proposti da qualche anno dal figlio di Ettore Bugatti, Jean, nei modelli della casa di Molsheim, e che comprendevano fra l'altro i notevoli cerchi in lega già utilizzati proprio nella stessa Tipo 46. Praticamente la Tipo 50 era una Tipo 46S dotata di un nuovo motore, un 8 cilindri in linea sovralimentato tramite compressore volumetrico Roots. Tale motore aveva una cilindrata di 4972 cm³, ma la vera novità fu rappresentata dalla distribuzione, affidata (per la prima volta su una Bugatti) a due assi a camme in testa, quest'ultima la principale delle soluzioni riprese dall'analisi delle vetture Miller. Per contro, si tornò invece alla testata a due valvole per cilindro, ma grazie alla sovralimentazione su un motore dalla cilindrata così generosa, si potevano erogare fino a 225 CV. La Tipo 50 fu prodotta in due versioni: la prima era a passo corto (3.099 mm), più sportiveggiante e anche più potente, mentre la seconda, denominata Type 50T, utilizzava un pianale allungato con un passo di 3.505 mm, ma soprattutto, montava una variante aspirata del già descritto propulsore da 5 litri, variante che comunque raggiungeva la ragguardevole potenza di 200 CV. In ogni caso, per entrambe le versioni, la base meccanica era costituita da un telaio a longheroni e traverse d'acciaio, con sospensioni a balestre dotate di ammortizzatori a frizione regolabili dal guidatore tramite un comando a cavo. Le ruote, come nella Tipo 41, erano una fusione in lega leggera che comprendeva anche i tamburi, alettati per il raffreddamento dei freni. Questi ultimi erano del tipo a tamburo sulle quattro ruote. Anche le prestazioni erano di assoluto rilievo per una vettura stradale di quegli anni: la Tipo 50 a passo corto con motore sovralimentato raggiungeva una velocità massima di 180 km/h circa, mentre la Tipo 50T, più lunga, più pesante e meno potente, si fermava comunque alla non indifferente quota di 165 km/h.
Il successo arrise alla Tipo 50 stradale, vista come un'autentica auto di prestigio, lussuosa, elegante e sportiva e ancor oggi considerata una delle più affascinanti vetture stradali degli anni trenta.
Con i 150.000 franchi richiesti per il solo telaio di una versione sovralimentata, la Tipo 50 fu senza dubbio un'auto molto costosa, riservata a pochissimi fortunati e ciò spiega il perché del fatto che ne siano stati prodotti solo 65 esemplari. Di questi, alcuni vennero realizzati in configurazione roadster, altri furono delle cabriolet a due posti con sedile della suocera sistemato posteriormente.

### Attività sportiva
Il motore sovralimentato della Tipo 50 convinse talmente sia i vertici della Casa francese, sia il pubblico, che fu messo a punto anche per l'impiego in campo agonistico e montato sulle Bugatti Type 53 e 54, anche se con risultati altalenanti. Durante il 1931, primo anno di commercializzazione della Tipo 50, tre telai vennero allestiti e preparati per partecipare alla 24 Ore di Le Mans di quell'anno. Le tre Tipo 50S impiegate nella maratona della Sarthe erano tutte di colore nero anziché nel solito blu chiaro utilizzato come colore nazionale nelle gare di automobilismo. Ciò fu dovuto a una personale protesta di Ettore Bugatti nei confronti del governo francese che non aveva stanziato finanziamenti per la squadra. A causa di guasti tecnici le tre vetture furono però costrette al ritiro, e non andò meglio negli anni successivi..
Nei tardi anni trenta, quando la Tipo 50 era già fuori commercio da tempo, fu realizzata una versione da corsa, denominata Type 50B, che sul telaio della Tipo 59 montava lo stesso 5 litri della Tipo 50 sovralimentata, ma potenziato fino al raggiungimento di 280 CV di potenza massima. Una buona idea dal punto di vista tecnico, ma che di fatto non incontrò alcun successo.

### Galleria fotografica
| Tipo 50 Cabriolet 2+2 | Tipo 50 Roadster | Tipo 50T Coach | Tipo 50 Million-Guiet | Tipo 50 (motore) | Tipo 50 (24 Ore di Le Mans 1931) | Tipo 50B |
| --------------------- | ---------------- | -------------- | --------------------- | ---------------- | -------------------------------- | -------- |
|                       |                  |                |                       |                  |                                  |          |